# Italian Hip Hop Instrumentals Vol. 1
Italian Hip Hop Instrumentals Vol. 1 è una raccolta di strumentali del rapper Bassi Maestro uscita nel 2008 per Latlantide-Vibrarecords.

## Tracce
1. Sitar Bounce
2. My Gangsta Stomp
3. Judgement Day
4. Blast Off!
5. Better Dayz
6. Can't Fake It
7. Downtown
8. Ill S**t
9. Right Here
10. Touch Me
11. Blue Feel
12. What Up?
13. Straight Up Uh